# Donaudampfschiffahrtsgesellschaftskapitän
Donaudampfschiffahrtsgesellschaftskapitän bezeichnet als Eigennamenkompositum (und damit unberührt von der Rechtschreibreform) inoffiziell einen Kapitän der von 1829 bis 1991 existierenden Ersten Donau-Dampfschiffahrts-Gesellschaft (DDSG).
Betrachtet man das Wort als Gattungsbegriff, gilt seit der Rechtschreibreform 1996 – und damit erst nach Auflösung des ursprünglichen Unternehmens – die Schreibweise mit drei f, also  Donaudampfschifffahrtsgesellschaftskapitän.
Davor traten drei f nur bei Worttrennung auf.
Das Wort ist ein populäres Beispiel für die Bildung von Mehrfachkomposita in der deutschen Sprache.

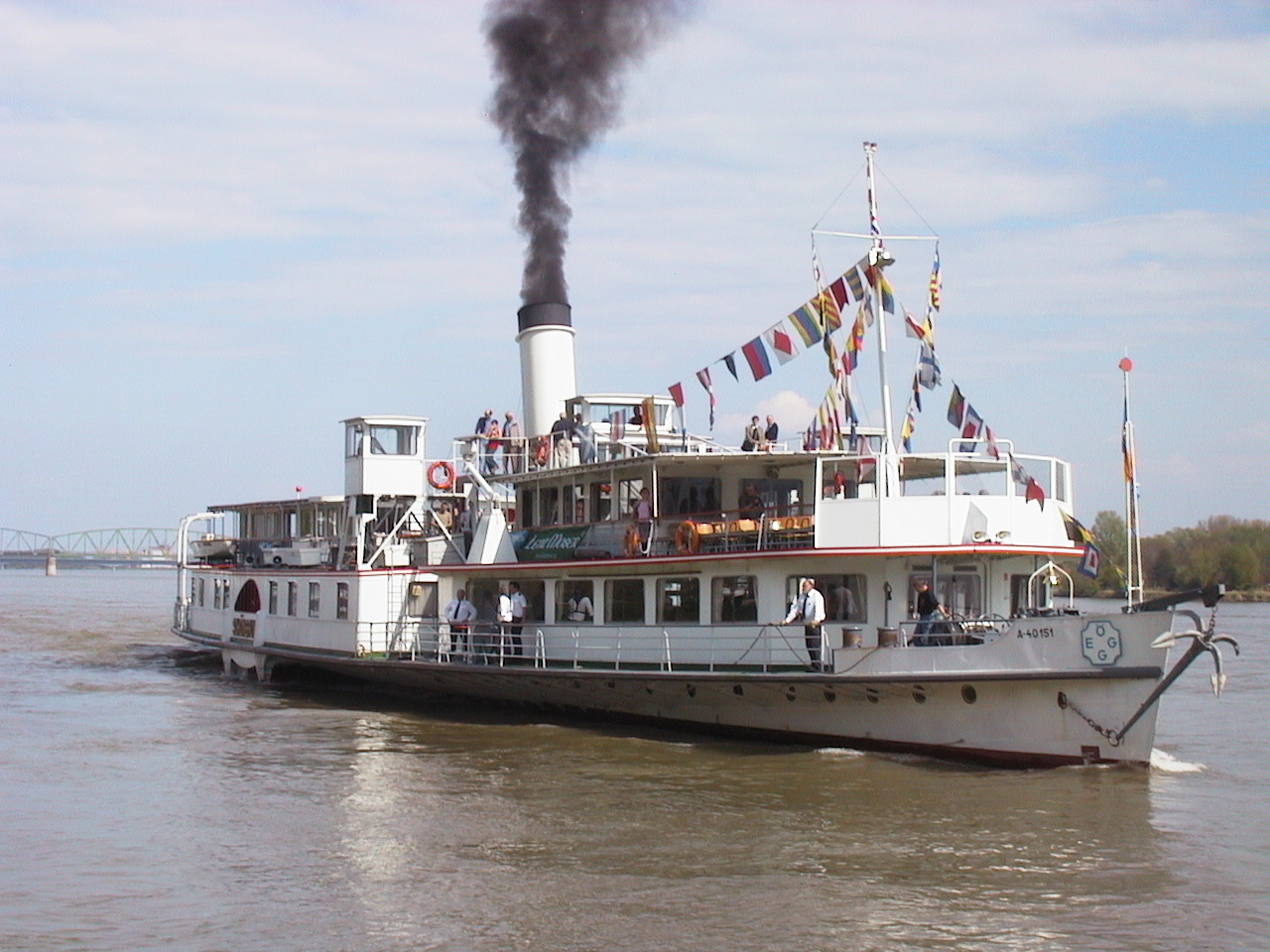
Die Schönbrunn, Baujahr 1912, einst Paradeschiff der DDSG, wurde auch von einem Donaudampfschifffahrtsgesellschaftskapitän gesteuert

## Sprachliches

### Varianten
Das Wort ist ein beliebtes Beispiel für komplexe Mehrfachkomposita und deren Probleme im Bereich der Linguistik und Computerlinguistik in Thesauren, Übersetzungsprogrammen und Suchabfragen. In Österreich, wo die Gesellschaft beheimatet war, ist es wahrscheinlich das Paradebeispiel. Es wird gerne als Ausgangspunkt für Wortspielereien wie die Ableitung noch längerer künstlich zusammengesetzter – aber grammatikalisch korrekter – Hauptwörter wie
- Donaudampfschifffahrtsgesellschaftskapitänsanwärterposten
- Donaudampfschifffahrtsgesellschaftskapitänskajütenschlüsselloch
- Donaudampfschifffahrtselektrizitätenhauptbetriebswerkbauunterbeamtengesellschaft
- Oberdonaudampfschifffahrtsgesellschaftskapitänsmützenkokarde

und ähnlichem genutzt.

### Wortlängen-Rekorde
Donaudampfschifffahrtselektrizitätenhauptbetriebswerkbauunterbeamtengesellschaft ist das Wort, das in verschiedenen Ausgaben des Guinness-Buchs der Rekorde mit einer Länge von 79 Buchstaben als das längste veröffentlichte Wort in der deutschen Sprache angegeben wird. Gemäß der Rechtschreibreform von 1996 mit drei aufeinanderfolgenden ‚f‘ („-‍schifffahrt-“) hat das Wort 80 Buchstaben. Es sind keine Belege dafür bekannt, dass jemals eine Gesellschaft dieses Namens existierte und es sich bei diesem Namen nicht bloß um ein Kunstwort handelt, das zur Erzielung einer besonderen Wortlänge erzeugt wurde.
Amtlich belegt ist hingegen das Rindfleischetikettierungsüberwachungsaufgabenübertragungsgesetz, 63 Buchstaben, in Mecklenburg-Vorpommern (von 1999, 2013 aufgehoben). Belegt ist auch die Grundstücksverkehrsgenehmigungszuständigkeitsübertragungsverordnung (GrundVZÜV, 67 Buchstaben, von 2003, 2007 wieder aufgehoben).

### Kulturelle Rezeption
Wolfgang Menzel behauptet in seinem Kurztext für Kinder Das längste Wort der Sprache, dass Oberdonaudampfschifffahrtsgesellschaftskapitän jenes wäre. In diesem Text erklärt er Schritt für Schritt aus welchen Teilen das Wort zusammengesetzt ist. Das „Ober-“ fügt er hinzu, da die Schiffe bis zur oberen Donau (dort bis Kelheim) fahren. Im alltäglichen Gebrauch dürfte das Wort aber nie verwendet worden sein.
Die in Paris geborene Schriftstellerin Michèle Métail lernte dieses Wort im Jahre 1972 in Wien kennen, wo sie Germanistik studierte. In ihrer Übersetzung ins Französische heißt es Le capitaine de la compagnie des voyages en bateau à vapeur du Danube. Inspiriert durch die französische Version begann sie Verse zu basteln, die jeweils aus sechs Substantiven bestehen, wobei sie bei jedem neuen Vers vorne ein neues Wort hinzufügte und hinten das letzte wegließ.
 Der ganze deutsche Komplex nennt sich Donauverse und besteht aus 2888 Versen, da die Donau als genauso viele Kilometer lang galt und der Text wie ein Fluss fließt. Er ist Teil ihres seit damals entstehenden Mammutprojekts, das sie „unendliches Gedicht“ nennt, ohne Verben auskommt und dessen andere Teile in den Sprachen Französisch, Altfranzösisch, Chinesisch und Englisch geschrieben sind. Bis April 2004 waren es insgesamt 25.000 Verse, die auf einer 20 Meter langen Papierrolle Platz gefunden hatten.

## Begriffsgeschichte
Zu seiner Verbreitung trug auch der gleichnamige Tango bei, der von den damals schon in Wien lebenden Künstlern Erich Meder (1897–1966, Text) und Karl Loubé (1907–1983, Musik) geschaffen wurde. Veröffentlicht wurde er erstmals im Jahre 1936 im traditionsreichen Wiener Musikverlag Ludwig Doblinger im Palais Dietrichstein an der Dorotheergasse.
Das Lied erzählt über das verzwickte Liebesleben eines Donaudampfschifffahrtsgesellschaftskapitäns: Jeder möchte gerne auf der Donau fahren, weil die Gegend so schön ist, aber vor einem sollte einen das Schicksal bewahren – nämlich „[d]aß man nicht am Ende fährt als Kapitän“. Die Uniform macht einen zwar sympathisch, die Damen sind hingerissen und taumeln vor Liebesglück, aber man fährt von Ort zu Ort und kann nirgendwo bleiben: „Kaum hat man sich geseh’n, heißt es auf Wiederseh’n.“ Und wegen des langen Titels will auch kein Mädchen einen Brief schreiben. Der Refrain beginnt mit den Worten: „Kein Lied war je so schön, als das vom Donaudampfschiffahrtsgesellschaftskapitän […]“
Eine „unnachahmliche“ und in Deutschland sehr bekannte Interpretation stammt von Peter Igelhoff, der nach der Schlagerchronik von Wolfgang Adler auch der Erstinterpret gewesen sein soll, was sich mit seiner Übersiedelung nach Berlin zeitlich knapp ausgehen kann. Andere berühmte Interpreten waren etwa Peter Alexander, Karel Gott, Heinz Conrads und Ernst Mosch mit den Egerländer Musikanten.